# Вино
 Тази статия е за напитката, получена чрез ферментация на грозде.  За напитките, получени от други плодове вижте Плодово вино.  
Виното е алкохолна напитка, получавана чрез ферментация на грозде.
Естественият химичен състав на гроздето позволява то да ферментира без добавяне на захари, киселини, ензими, вода или други хранителни вещества. При ферментацията дрождите консумират захарите в гроздето и ги превръщат в етанол и въглероден диоксид. Различните сортове грозде и различните разновидности дрожди създават различни вина. Популярните видове вина са резултат от сложни взаимодействия между биохимичното развитие на плода, реакциите при ферментацията, тероара и цялостният производствен процес. Много вина са наименовани на районите, където се произвеждат. Виното може да се получи и от други плодове (череши, сливи, кайсии), както и от цветя и от много други продукти, включително жито. Думата „вино“ идва от гръцката дума Fοινος, означаваща вино и лоза.
Най-ранните известни вина са произведени в Китай, Иран, Армения и Грузия. Вероятно след това винарството е разпространено в Древна Гърция, Тракия и Римската империя. Основната цел на винопроизводителите е да получат напитка, която съчетава приятни и интересни вкусови качества с обонятелни характеристики. Дегустаторите са развили специална лексика за характеризиране на качествата на вината. В характеристиките на едно вино може да се срещнат изрази като „виното е кръгло“ или „в дългия послевкус доминират тонове на сушени плодове, дим и кожа“.
Виното играе важна роля и в религията. Червеното вино е отъждествявано с кръв в Древен Египет, а гърците и римляните го използват при Вакханалия. В християнската и юдейската религия хляб и вино са символ на топлината и кръвта на Исус Христос.

## Наименование
Българската дума „вино“ присъства още в най-ранните писмени свидетелства за езика през Средновековието. Тя е заета от латинското vīnum, пряко или с посредничеството на германските езици. Латинската форма от своя страна произлиза от праиндоевропейския корен wei-, „вия се“ (от увивния растеж на лозите). Варианти на думата присъстват в повечето индоевропейски езици.
Между индоевропейските и някои картвелски (на грузински ღვინო, ɣvinɔ) и семитски (на иврит יין, yaiin) думи за вино съществува сходство, което говори за възможен общ произход на думата в тези езикови семейства. Механизмът на разпространение на думата в древността не е изяснен. Така според някои автори картвелската форма е заета от протоарменски, докато други я извеждат от местния корен ɣun („огъвам“).
За разлика от гроздовото вино, което обикновено се нарича просто „вино“, вината, произведени от плодове, различни от грозде, обикновено включват в името си името на изходния плод, например „ябълково вино“ или „ягодово вино“. Това дори е установено като задължително изискване в българския Закон за виното и спиртните напитки.
Други напитки, които понякога се наричат вино, като ечемичното или оризовото вино, не се произвеждат от плодове, а от други материали на базата на ферментация на нишесте, подобно на бирата. В тези случаи определението „вино“ се отнася по-скоро за алкохолното съдържание, отколкото за процеса на производство.

## История
Най-ранните археологически свидетелства за производство на вино чрез ферментация на грозде са от региона на Кавказ и датират от късния неолит или ранния халколит. Мащабен генетичен проект от 2006 година анализира произхода на над 110 съвременни сорта грозде и ограничава мястото на произхода им до съвременна Грузия. Тези данни съответстват на най-ранните находки, съдържащи отломки от изцапана с вино керамика, датирани към периода около 6000 година пр.н.е. в Грузия и около 6000 година пр.н.е. в Иран. Съдовете от Иран вече показват следи от обработка с действащата като консервант смола от кукуч. В средата на V хилядолетие пр.н.е. винопроизводството е достигнало Егейска Македония, където са открити най-старите следи от смачкано грозде. Цяла винарна, датирана около 4100 година пр.н.е., е открита в Армения.
В Древния Египет са открити винени листа и фрески, изобразяващи лозя и вино, като древните египтяни дори записват върху делвите данни за реколтата, лозето и винопроизводителя. Древните вавилонци въвеждат първите закони, които регулират функционирането на пазарите за вино.
Разпространението на виното в Средиземноморието вероятно е свързано до голяма степен с финикийците, които, базирани в няколко града-държави на източния бряг, създават свои колонии в целия регион. Финикийците развиват мащабна търговия с вино, за което свидетелстват останките от две корабокрушения от средата на VIII век пр.н.е., в които са открити добре запазени товари от вино. Те използват и своя технология за защита на виното от оксидиране, заливайки го със слой зехтин, последван от запечатка от дърво и смола.
Важна роля в повсеместното разпространение на винопроизводството изиграва това, че древните гърци, а по-късно и римляните възприемат правенето и съответно употребата на вино като важна част от живота си. В древногръцкия пантеон един от най-важните богове е Дионис, така както по-късно същото значение има Бакхус за римляните. Създавайки обширна империя, римляните разпространяват лозарството и винарството в цяла Европа.
Значението на виното става още по-голямо с възникването на християнството. Вино се използва в евхаристията като символ на кръвта на Исус Христос и на самия живот. Съществуват многобройни препратки към виното в цялата Библия. Едно от Христовите чудеса е превръщането на водата във вино на сватбата в Кана Галилейска. С налагането на християнството в цяла Европа, виното става търсен продукт на целия континент. Монашеските общности в цяла Европа отглеждат лозя и правят вино за собствени нужди и за нуждите на поклонниците и гостите на манастирите.
Постепенно виното става и важна търговска стока. Редица речни и морски пристанища процъфтяват от износа на вино за северните страни. В края на XVII и началото на XVIII век виното става част от жизнения стандарт. Качествените вина от Франция, Италия, Испания, Португалия и Германия стават известни и предпочитани от консуматорите. След като започва употребата на стъклени бутилки, както и на коркови тапи, започва и производството на естествено пенливи шампански вина.
В средата на 19 век обаче, се появява филоксерата и поставя под заплаха европейското винопроизводство. Това е малък паразит, който се развива в корените на лозата и в крайна сметка я унищожава. Първоначално се появява в Северна Америка, като впоследствие се пренася и на Стария континент и за няколко десетилетия унищожава почти напълно европейските лозя. Борбата срещу филоксерата се води чрез облагородяване на европейските сортове върху подложки на американски лози, устойчиви на филоксерата. Въпреки че постепенно лозарството и винопроизводството се възстановяват, много стари европейски сортове са загубени завинаги, а филоксерата остава постоянна заплаха и до днес, и в много малко места по света може да се развиват европейските сортове лози без американски подложки.

## Характеристики
Основните лабораторно измерими характеристики на виното са: алкохолно съдържание (обикновено от 7 до 15 обемни процента), захари (от 0 до над 150 грама за литър), общи киселини (от 4,5 до 10 грама на литър, еквивалентни на винена киселина в общия случай), относително тегло и фенолна запасеност. Две вина могат да бъдат с напълно идентични лабораторни показатели, но да са невероятно различни като качество и вкусови характеристики. Точно затова при описанието на едно вино се разчита на все още ненапълно стандартизирани термини и начини на изразяване. Това е нормално – гамата от аромати, които може да долови човешкият нос, е много по-голяма от броя на думите в българския език.

## Технология

### Технология на производство
Процесът на производство на вино е твърде сложен, тъй като в различните райони и страни съществуват стотици специфични елементи, които са свързани както с условията, така и с традициите.

#### Получаване на шира
Полученият гроздов сок, от който ще се произведе вино, в България се нарича шира.
Най-често ширата се получава чрез изстискване на гроздето с преси, от което се отделят две фракции – шира (гроздовия сок) и джибри (твърдата част от гроздето – обвивки, семена и част от сока).
В някои райони в България при производство на домашни вина не се използва изстискване на гроздето с преси, а се оставя сокът да изтече под тежестта на събраното количество. Такава шира се нарича самоток.

#### Ферментация на ширата
Самият процес на ферментация също може да има стотици варианти, които в голяма степен зависят от условията и традициите. Те се делят най-общо на следните групи:
- Ферментация при естествени температурни условия;
- Ферментация при точно контролирани температурни условия (което контролира и вида на микроорганизмите);
- Ферментация в дървени съдове (бурета, бъчви, кадуси);
- Ферментация в затворени метални кадуси и пр.

#### Филтриране и утаяване
Полученото след ферментацията младо вино обикновено се филтрира.
При производството на обикновени бели вина най-често преди филтрирането се извършва принудително утаяване, което обаче не позволява да се получат вина с високо качество. За бързо утаяване се използва серен диоксид, който убива всички микроорганизми и ускорява утаяването на твърдата фракция на виното.
При производството на качествени вина не се извършва филтриране. За утаяване се изчаква то да се извърши по гравитачен път, след което горната (вече бистра) част на виното се източва внимателно, за да се прехвърли в друг съд.

#### Отлежаване и бутилиране на вината
Последният производствен процес е узряването, т.е. неговото съхраняване при подходящи условия. Следва да се знае, че не всички вина са подходящи да престояват за узряване. Такива вина следва да се консумират веднага след производството им.
Първият етап при качествените вина (от половин година до 3 години) протича най-често в дъбови или метални съдове. След това виното се налива в стъклени бутилки, в които може да престои десетки години и да подобрява своите качества при подходящи условия.
В сравнително малки дъбови съдове често се съхраняват за доузряване вина при специфични условия – във винарските изби.

### Дегустация
Дегустацията е процес, по време на който се определя качеството на виното по три критерия на усещането – външен вид, аромат и вкус. Всеки от тях следва да предизвиква положителни емоции и да бъде характерен за съответното вино.
- Външният вид се определя чрез усещането за цвят, блясък, чистота и плътност на течността;
- Ароматът на виното всъщност е букет от аромати. Специалистите различават над 500 особености при този критерий. Той може да бъде на плодове (на малина, къпина и др.), на цвят (на шипка и др.), на растения (на сено, трева и др.), специфичен (на препечен хляб, кафе и др.) и т.н.;
- Вкус – специфичен за всеки сорт вино.

Дегустацията се извършва в специални дегустационни помещения, подходящо осветени и добре проветрени, за да не влияят на оценката на дегустатора. Използват се добре почистени и подсушени чаши от обикновено стъкло без дефекти; всяка чаша се използва само веднъж. Между дегустациите на две вина дегустаторът следва да консумира хапка неутрална по вкус храна. По принцип дегустаторът не поглъща повече от една малка глътка вино, за да не изпадне в заблуждение под влияние на алкохола.
Стъпки за провеждане на дегустацията:
- В чашата внимателно се налива виното до 1/3 от обема ѝ;
- Дегустаторът вдига чашата на височината на очите си и прави първа оценка на цвета и други външни белези на виното;
- След това той/тя поднася чашата до носа си и без да я разклаща определя букета от аромати като първо усещане;
- Държейки чашата на височината на погледа, дегустаторът извършва кръгови движения, при което той добива втора оценка на външния вид на виното;
- Поднасяйки разклатеното вино до носа си, дегустаторът добива и второто усещане за букета от аромати;
- За добиване на впечатлението за вкус, дегустаторът взема в устата си една глътка от виното, като я прекарва между устните си, зъбите си и езика, за да добие впечатление за сладостта, солеността, киселинността и горчивината на виното. Поглъщането на виното дава на дегустатора данни за плавността, мекостта на течността, прохладата и топлината на виното.

## Икономика

### Производство
По данни на Организацията по прехрана и земеделие (FAO), 75 866 квадратни километра от земната повърхност се използват за отглеждането на грозде. Приблизително 71% от световната продукция на грозде се използва за направата на вино, 27% са прясна консумация и 2% като стафиди. Част от произведеното грозде отива и за производството на натурални сокове. Площта, заета от лози, се увеличава с около 2% годишно.
| Топ 11 по държави отглеждащи лози за вино (площ): | Топ 11 по държави отглеждащи лози за вино (площ): |
| Държава                                           | Площ за лози                                      |
| ------------------------------------------------- | ------------------------------------------------- |
| Испания                                           | 11750 km2                                         |
| Франция                                           | 8640 km2                                          |
| Италия                                            | 8270 km2                                          |
| Турция                                            | 8120 km2                                          |
| САЩ                                               | 4150 km2                                          |
| Иран                                              | 2860 km2                                          |
| Румъния                                           | 2480 km2                                          |
| Португалия                                        | 2160 km2                                          |
| Аржентина                                         | 2080 km2                                          |
| Чили                                              | 1840 km2                                          |
| Австралия                                         | 1642 km2                                          |

| Топ 10 производители на вино (октомври 2009) | Топ 10 производители на вино (октомври 2009) |
| Държава                                      | Продукция в тонове                           |
| -------------------------------------------- | -------------------------------------------- |
| Италия                                       | 8 519 418                                    |
| Китай                                        | 6 787 081                                    |
| САЩ                                          | 6 384 090                                    |
| Франция                                      | 6 044 900                                    |
| Испания                                      | 5 995 300                                    |
| Турция                                       | 3 612 781                                    |
| Иран                                         | 3 000 000                                    |
| Аржентина                                    | 2 900 000                                    |
| Чили                                         | 2 350 000                                    |
| Индия                                        | 1 667 700                                    |
| Общо за целия свят                           | 67 221 000                                   |

В света най-южната част, в която се произвежда вино, са Южните острови на Нова Зеландия. Те се намират близо до 45-ия паралел.
През 2002 г. най-големите производители на вина в света са Франция, Италия, Испания, САЩ, Австралия, Аржентина, Китай, Германия, Южна Африка, Португалия, България, Чили, Гърция, Румъния и Унгария. През 2003 г. водещите износители на вина са Франция 22%, Италия 20%, Испания 17%, Австралия 8% и други. Винени области

### Потребление
| Място | Държава    | Количество изпито вино на глава от населението (в литри) |
| Място | Държава    | 2010 г.                                                  |
| ----- | ---------- | -------------------------------------------------------- |
| 1     | Франция    | 47,5                                                     |
| 2     | Португалия | 41                                                       |
| 3     | Италия     | 40,5                                                     |
| 4     | Швейцария  | 38                                                       |
| 5     | Дания      | 35                                                       |
| 6     | Словения   | 31                                                       |
| 7     | Хърватия   | 30,5                                                     |
| 8     | Австрия    | 28                                                       |
| 9     | Унгария    | 27,5                                                     |
| 10    | Белгия     | 26                                                       |
| 11    | Гърция     | 25                                                       |
| 12    | Австралия  | 24,5                                                     |

## Класификация
В зависимост от цвета на гроздовия сок и технологията на производство вината най-общо се делят на:
- Бели вина
- Червени вина
- Розови вина
- Оранжеви вина

В зависимост от композицията на захари и алкохол в тях, всяка от горните групи се дели на следните подвидове:
- Сухи вина;
- Полусухи вина;
- Полусладки (полудесертни) вина;
- Десертни вина.

Съществуват и две други групи специални вина, които се отличават съществено по технологията на производство, а именно:
- Пенливи вина, в т.ч.:
  - Шампан – отнася се само за виното, произведено в района на Шампан (Франция);
  - естествено пенливи вина – отнася се за вината, произведени в други райони, но по същата технология;
  - газирани вина – произведени чрез изкуствено добавен въглероден диоксид.
- Подсилени с алкохол вина с цел преустановяване на ферментацията или по други причини, в т.ч.:
  - Мадейра;
  - Малага – с произход района на Малага (Испания), произведено с участие на стафиди;
  - Порто – вино, произведено в района на Вила Нова де Гая (Португалия), при което ферментацията се преустановява когато алкохолното съдържание достигне 8%, след което се добавя спирт за постигане на 20% алкохолно съдържание;
  - Шери – вино, което се произвежда в района на Андалусия (Испания) с алкохолно съдържание 16 – 20%.
  - Вермут – вино с повишено съдържание на алкохол, подходящо за аперитиви; произвежда се първоначално във Франция, а сега – във всички страни, производители на вина.

Европейската класификация дели вината на 2 общи категории:
- Трапезни вина – широко достъпни по отношение на цената им;
- Качествени вина.

За нуждите на търговията в света и в България се използва френската класификация на вината, от която е заимствана и българската класификация. Според нея вината се делят на следните категории:
- Първа. Трапезни вина.
- Втора. Местни качествени вина. Към тази категория в България спадат вината Мавруд, Димят, Кадарка, Мелник.
- Трета. Вина, произведени от качествени сортове в сравнително неголям регион. Към тази категория вина в България се произвеждат вина от висококачествените сортове Ризлинг, Мискет отонел, Каберне совиньон, Мерло и др.
- Четвърта. Вина с контролиран произход. Към тази категория са вината от висококачествени местни и чужди сортове, произведени в акредитирани за целта райони със специфични агрометеорологични условия, които придават на виното специфичен вкус и аромат. Такива са Стралджа, Брезово, Карлово и Сунгурларе за сорта Червен мискет, Пловдив и Чирпан за сорта Мавруд, Мелник за сорта Широка мелнишка лоза и др.

## Култура

### Чаши за вино
Чашите за вино най-общо се делят на: чаши за червено вино, чаши за бяло вино и чаши за шампанско. Общото между трите вида чаши е, че се състоят от основа, ствол и купа.

#### Чаши за червено вино
Характерна за тях е широката, кръгла купа, позволяваща виното да се аерира с по-висока скорост. Взаимодействието на червеното вино с кислорода от въздуха, освобождава неговия аромат и вкус.
Съществуват различни стилове чаши за червено вино – тип „Бордо“ – насочваща виното към задната част на устата и тип „Бургундия“, по-широка от чашата Бордо, насочваща виното към върха на езика.

#### Чаши за бяло вино
Чашите за бяло вино са с по-тясна купа, в сравнение с чашите за червено вино. Важно е да се държат за ствола, за да не се затопли охладеното бяло вино от телесната топлина. Друго съображение е евентуалната поява на отпечатъци по купата.

#### Чаши за шампанско
Чашите за шампанско, т.нар. „флейта“, са с висока и тясна купа. Нейната цел е да се задържи по-дълго въглеродният диоксид в напитката, като балончетата въглероден диоксид пътуват по-дълго в течността.